# Fernando Félix de Allende
Fernando Félix de Allende (n. Córdoba; 1826 - f. id.; 1893) fue un político argentino, gobernador de la provincia de Córdoba.

## Biografía
Nació en Córdoba, en 1826. Sus padres fueron José Norberto de Allende y Petrona de Goicoechea.
Estudió en la Universidad Nacional de Córdoba, graduándose en 1848 de doctor en jurisprudencia.
En 1861, Santiago Derqui asumió el gobierno de la provincia como interventor. Poco después, delegó el mando en Allende, quien declaró reasumidas interinamente por el gobierno las facultades que la ley confería al municipio, decretando la expropiación —por considerarlos artículos de guerra— de los caballos, armas, municiones, pólvora y demás objetos aplicables al servicio inmediato de la tropa. 
En noviembre de ese año, una revuelta lo desalojó del cargo y se exilió en Perú.
Dos años después regresó al país desempeñándose como Juez del crimen en Córdoba entre 1878 y 1881, cumpliendo luego idéntica función en Santa Fe.
Posteriormente se desempeñó como rector de la Universidad Nacional de Córdoba y se dedicó al estudio del derecho penal. 
Derqui, quien lo había nombrado tutor de su hijo Manuel, se propuso llevarlo a la presidencia del país, sin éxito.
En marzo de 1893 falleció en Córdoba, siendo sepultado en el Cementerio San Jerónimo.